# Manuel Ojeda

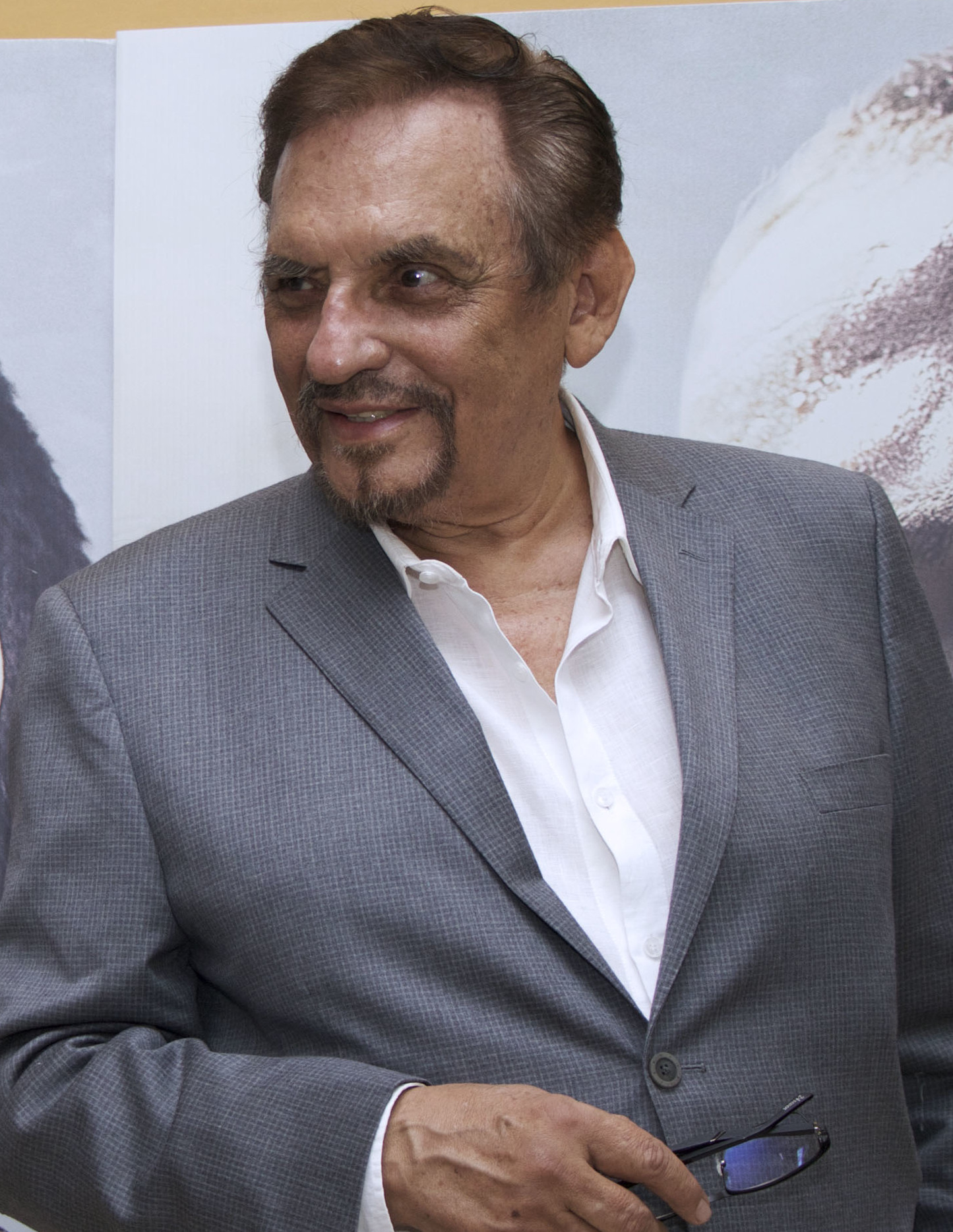

Manuel Ojeda (* 4. November 1940 als Manuel Salvador Ojeda Armenta in La Paz, Baja California Sur, Mexiko; † 11. August 2022) war ein mexikanischer Film- und Fernsehschauspieler.
Ojeda studierte Schauspielerei am „Instituto de Bellas Artes“ und arbeitete danach am Theater. Im Laufe der Zeit spielte er in rund 12 Telenovelas mit. Im Laufe seiner Schauspielkarriere spielte er in über 290 Filmen, unter anderem in Auf der Jagd nach dem grünen Diamanten. Seit 2005 war er Teil der Besetzung der Telenovela Alborada in der Rolle des Francisco Escobar.
Ojeda starb am 11. August 2022 im Alter von 81 Jahren an einer Lebererkrankung, an der der Schauspieler in seinen letzten Monaten litt. Zuletzt wirkte er in der Seifenoper Corazón Guerrero mit.

## Filmographie (Auswahl)

### Film
- 1974: Calzonzin inspector
- 1975: La casa del Sur
- 1976: Canoa
- 1976: Celestina
- 1976: Celda de castigo
- 1976: La pasión según Berenice
- 1976: Las Poquianchis
- 1977: El elegido
- 1977: El mar
- 1977: Matinée
- 1977: Los Iracundos
- 1978: Pedro Páramo
- 1978: Naufragio
- 1979: Amor libre
- 1979: Adlerflügel (Eagle’s Wing)
- 1979: La tía Alejandra
- 1981: Que viva Tepito!
- 1981: Green Ice
- 1981: La leyenda de Rodrígo
- 1981: Oficio de tinieblas
- 1981: El infierno de todos tan temido
- 1981: Fuego en el mar
- 1981: Ora sí tenemos que ganar
- 1982: Yo no lo se de cierto, lo supongo
- 1982: El caballito volador
- 1983: Un hombre llamado el diablo
- 1983: Las apariencias engañan
- 1983: Los renglones torcidos de Dios
- 1983: Bajo la metralla
- 1984: Noche de carnaval
- 1984: El corazón de la noche
- 1984: Auf der Jagd nach dem grünen Diamanten (Romancing the Stone)
- 1984: El tonto que hacía milagros
- 1985: Luna caliente
- 1985: Naná
- 1986: El maleficio 2: Los enviados del infierno
- 1986: Rebellion der Gehenkten (La rebelión de los colgados)
- 1986: Al filo de la ley: Misión rescate
- 1987: La mujer policía
- 1987: Muelle rojo
- 1987: Los confines
- 1988: La otra cara de Pedro Navaja
- 1988: Reto a la vida
- 1988: La furia de un dios
- 1988: Furia en la sangre
- 1989: Un lugar en el sol
- 1989: Las dos caras de la muerte
- 1990: El hijo de Lamberto Quintero
- 1991: La fuerza bruta
- 1991: El extensionista
- 1991: Triste recuerdo
- 1991: Traición
- 1991: El jinete de la divina providencia
- 1991: Mí querido viejo
- 1991: Amor y venganza
- 1991: Imperio blanco
- 1992: El último narco
- 1992: La revancha
- 1992: El secuestro de un periodista
- 1992: Mi querido Tom Mix
- 1992: Cabaret de frontera
- 1992: Nocturno a Rosario
- 1993: Vigilante nocturno
- 1993: Retando a la muerte
- 1993: Bestias humanas
- 1993: Kino
- 1993: En medio de la nada
- 1993: Tiempo de muerte
- 1994: Seducción judicial
- 1994: Gladiadores del infierno
- 1994: Juana la Cubana
- 1994: El hombre de Blanco
- 1994: Muralla de tinieblas
- 1994: La señorita
- 1994: Amorosos fantasmas
- 1994: Amor que mata
- 1994: Pánico en el paraíso
- 1994: Suerte en la vida (La Lotería III)
- 1994: Las pasiones del poder
- 1994: La dinastía de Los Pérez
- 2000: Söhne des Windes

### Fernsehen
- 1978: Santa
- 1979: Parecido al amor
- 1979: Cancionera
- 1980: La casa del árbol
- 1981: El derecho de nacer
- 1982: Por amor
- 1983: El amor ajeno
- 1984: La traición
- 1985: Alfred Hitchcock Presents
- 1985: De pura sangre
- 1986: On Wings of Eagles
- 1986: Herencia maldita
- 1987: Tal como somos
- 1987: Senda de gloria
- 1988: Un nuevo amanecer
- 1990: Un rostro en mi pasado
- 1990: Hora marcada
- 1990: Yo compro esa mujer
- 1991: Al filo de la muerte
- 1993: Videoteatros: Véngan corriendo que les tengo un muerto
- 1994–1995: El vuelo del águila
- 1994–2003: Mujer, casos de la vida real
- 1995: La paloma
- 1996: La culpa
- 1997: No tengo madre
- 1997–1998: Desencuentro
- 1999: Nunca te olvidaré
- 1999: Amor gitano
- 1999–2000: Laberintos de pasión
- 1999–2000: Cuento de Navidad
- 2000–2001: El precio de tu amor
- 2001–2002: El manantial
- 2002: La otra
- 2003: Bajo la misma piel
- 2004: Amarte es mi pecado
- 2004: Misión S.O.S. aventura y amor
- 2005: Barrera de amor
- 2005–2006: Alborada
- 2007: La fea más bella
- 2007: Objetos perdidos
- 2007: El Pantera
- 2007: Tormenta en el paraíso
- 2008–2009: Un gancho al corazón
- 2009: Alma de hierro
- 2009: Verano de amor
- 2009: Mujeres asesinas
- 2009–2010: Corazón salvaje
- 2011: El Equipo
- 2012: Por ella soy Eva
- 2012–2014: Como dice el dicho
- 2013: Qué bonito amor
- 2013: La Tempestad
- 2014: La Gata
- 2015: Que te perdone Dios
- 2016: Yago
- 2020: Enemigo íntimo
- 2020–2021: Quererlo todo

## Auszeichnung

### TVyNovelas Awards
| Jahr | Kategorie            | Telenovela             | Ergebnis  |
| ---- | -------------------- | ---------------------- | --------- |
| 1986 | Best Male Antagonist | De pura sangre         | Nominiert |
| 1995 | Best First Actor     | El vuelo del águila    | Nominiert |
| 2000 | Best Male Antagonist | Laberintos de pasión   | Gewonnen  |
| 2001 | Best Co-star Actor   | El precio de tu amor   | Nominiert |
| 2002 | Best First Actor     | El manantial           | Nominiert |
| 2006 | Best First Actor     | Alborada               | Gewonnen  |
| 2009 | Best First Actor     | Tormenta en el paraíso | Nominiert |
| 2013 | Best First Actor     | Por Ella Soy Eva       | Nominiert |
| 2014 | Best Male Antagonist | La tempestad           | Gewonnen  |
| 2015 | Best First Actor     | La Gata                | Nominiert |

### Premios El Heraldo de México
| Jahr | Kategorie  | Telenovela          | Ergebnis |
| ---- | ---------- | ------------------- | -------- |
| 1995 | Best Actor | El vuelo del águila | Gewonnen |